# Mychajłyna Roszkewycz
Mychajłyna-Marija Mychajływna Roszkewycz, ukr. Михайлина-Марія Михайлівна Рошкевич (ur. w 1859 w Uhornikach, zm. 1957 w Czechosłowacji) – ukraińska folklorystka i pisarka, współautorka almanachu Pierwszy wianek (1887).

## Życiorys
Przyszła na świat w rodzinie duchownego ukraińskiej cerkwi greckokatolickiej Mychajła Roszkewycza oraz Marii Rudenskiej. Miała siostrę Olhę (pierwszą miłość Iwana Franki) i brata Jarosława. Brat Bohdan zmarł w wieku 12 lat.
Od 1864 Roszkewycz mieszkała we wsi Lolinie, gdzie jej ojciec był duchownym. Uczestniczyła w organizowaniu edukacji dla dzieci ze wsi. Spisała wspomnienia o pobycie we wsi Iwana Franki (tu m.in. tworzył). Pisarz wykorzystał zebrane przez nią pieśni ludowe i opublikował w Roszkewycz Nieszczęście kobiet w rosyjskich pieśniach ludowych (1883). Piosenka o Szandarze, którą Roszkewycz nagrała z mieszkającą we wsi Lolin Jawdochą Czihur, była dla Iwana Franki inspiracją do napisania dramatu Skradzione szczęście. Roszkewycz spisała wspomnienia z okresu życia w Lolinie. Franko pisał o dziewczynie: Gdyby panna Mina (czego szczerze życzę) zaczęła pisać więcej takich szkiców, a jednocześnie czytać inne przykładowe opowiadania (Zoli, Tołstoja, Rieszetnikowa, Nieczuja), mogłaby być bardzo realną i dobrą pisarką. Mimo protestów autorki jej tekst Matka chrzestna z matką chrzestną ukazał się w czasopiśmie „Młot” jako bardzo ciekawy obraz życia kobiet w Lolinie. W 1887 została zaproszona do współtworzenia almanachu Pierwszy wianek, pierwszego zbioru tekstów kobiet ukraińskich wydanego przez Nataliję Kobrynską i Ołenę Pcziłkę. Opublikowała w nim opowiadania: Taki jest los Boga i Teściowa. Iwan Franko i Michaił Pawlik nazwali ją nadzieją ukraińskiego pisarstwa i określili mianem wielkiego talentu.
Po śmierci ojca (1886) Roszkewycz wraz z rodziną opuściła Lolin. Przez cztery lata mieszkała w Bolechowie u Natalii Kobrynskiej. Potem wyszła za mąż za duchownego Josypa Iwancia. Często odwiedzała Iwana Frankę. Po II wojnie światowej zamieszkała z najmłodszym synem Romanem w miejscowości Doubrava w Czechosłowacji.